# Rafael Patkanián
Rafael Patkanián (en armenio: Ռափայէլ Պատկանեան; Najicheván del Don, 20 de noviembre de 1830-7 de septiembre de 1892), también conocido por el seudónimo de Gamar Katipá (Գամառ Քաթիպա), fue un escritor y educador armenio del siglo XIX. Nació en una destacada familia de intelectuales armenios y comenzó a escribir en sus años de estudiante. Ganó popularidad por su poesía, gran parte de la cual está escrita sobre temas patrióticos.

## Biografía
Patkanián nació el 20 de noviembre de 1830 en Najicheván del Don (ahora dentro de Rostov del Don) en el Imperio ruso, en una destacada familia de intelectuales. Su abuelo, Serovpé Patkanián, fue un poeta y educador, y su padre, Gabriel, fue un clérigo, autor y activista social. Era primo hermano del científico Keropé Patkánov. Comenzó su educación en la escuela privada fundada por su padre, luego asistió al Instituto Lazarev en Moscú de 1843 a 1849. Antes de graduarse, se trasladó a Tiflis con su padre, que había sido nombrado director de la Escuela Nersisiana. Continuó su educación en las universidades de Dorpat (1851-52), Moscú (1852-1854) y San Petersburgo (1855-60). Se graduó finalmente en esta última con especializándose en estudios orientales.
Patkanián publicó sus primeros poemas en el semanario Ararat, fundado y editado por su padre. Mientras estaba en Moscú, formó un club literario con dos compañeros de estudios, Guevork Kananián y Minás (o Mnatsakán) Timurián, al que llamaron Gamar Katipa, un acrónimo formado a partir de las primeras letras de sus nombres y las primeras sílabas de sus apellidos. Patkanián más tarde adoptó el nombre de Gamar Katipa como seudónimo. El grupo publicó su primer folleto en 1855. Su filosofía literaria se expresó en el lema «Escribe como hablas; habla como escribes». En 1857, el grupo había publicado cuatro panfletos más, la mayoría de ellos escritos por Patkanián. Patkanián publicó obras en varias revistas periódicas a partir de 1860. En 1863 fundó su propia revista, Hyusis (Norte), que dejó de publicarse después de un año. Publicó su primera colección de poemas, Gamar-Katipayi banasteghtsutyunke (Poemas de Gamar Katipá),en 1864 con gran éxito. A esto le siguió una pausa en su carrera literaria, pero para entonces ya era un autor reconocido. Regresó a Najicheván del Don en 1866 y se dedicó a la escritura y a la pedagogía. Trabajó como profesor en la escuela parroquial local. En 1879, ayudó a fundar una escuela vocacional para niños empobrecidos. Fue su director hasta su muerte en 1892.

## Obra
Patkanián escribió poesía, así como novelas, cuentos, memorias, libros de texto y canciones y poemas para niños. Sus poemas están escritos en su mayoría en armenio oriental vernáculo. Al igual que Jachatur Abovián antes que él, promovió el uso del armenio vernáculo (en oposición al armenio clásico) como idioma literaria. Algunas de sus obras están escritas en su dialecto nativo de Najicheván del Don. Sus primeros poemas tratan sobre la alegría y la juventud, pero pronto pasó al tema de las luchas del pueblo armenio. Intentó utilizar su poesía para promover ideales patrióticos y avanzar la causa de la ilustración y la liberación de su nación. Como muchos otros escritores armenios de su tiempo, creía en la utilidad social de la literatura y la enfatizaba más que en la forma artística. Dos de sus poemas que han gozado de una popularidad duradera son Araksi artasuke (Las lágrimas del Araxes) y Vardan Mamikoneani mahe (La muerte de Vardan Mamikonián), ambas escritas sobre temas patrióticos. El primer poema es un diálogo entre el poeta y el río, personificado como la madre del pueblo armenio que lamenta el sufrimiento de sus hijos. Kevork Bardakjian opina que el poema logra un «dinamismo íntimo» y combina sentimientos de dolor y pérdida con un optimismo tácito. La segunda obra es un poema épico que tiene como tema la batalla de Avarayr del siglo V entre los armenios y los persas. Particularmente popular es la sección del poema «La canción de Vardan», que llama a los armenios a levantarse contra sus opresores.
Su segunda colección de poemas, Azat yerger (Canciones libres, 1878), fue escrita como reacción a las atrocidades otomanas durante la guerra ruso-turca de 1877-1878. Patkanián fue uno de los primeros autores armenios en destacar el sufrimiento de los armenios otomanos en Muş y Van a medida que las condiciones de los armenios en el Imperio otomano empeoraban. Al igual que sus predecesores Abovián y Mikael Nalbandián y su sucesor Raffí, llamó a los armenios a participar en la autodefensa. Sus poemas escritos después de la guerra ruso-turca reflejan la decepción que dominaba entre los armenios, ya que el objetivo de lograr reformas en la Armenia otomana ahora parecía imposible. En su poema Boghok ar Yevropa, (Protesta a Europa), condenó enérgicamente la indiferencia de las potencias europeas ante la difícil situación de los armenios. En algunos de sus otros poemas patrióticos, Patkanián criticó a los clérigos armenios por promover la inacción y a aquellos que eran apáticos ante los asuntos nacionales.Patkanián también escribió cuentos y obras satíricas en su dialecto nativo (lo de Najicheván del Don) sobre temas sociales dentro de la comunidad armenia. En estas obras retrató abusos sociales y políticos, comerciantes y sacerdotes inmorales y una juventud decadente. Sus obras completas fueron publicadas en Ereván en ocho volúmenes entre 1963 y 1974.

## Recepción
La poesía de Patkanián lo convirtió en uno de los principales poetas armenios durante varias décadas. Sus poemas fueron frecuentemente musicalizados y fueron particularmente populares entre la juventud armenia de su tiempo. Su contemporáneo más joven, Aleksandr Shirvanzadé, lo describió como «el único poeta lírico armenio popularizado de su tiempo», y señaló que su Araksi artasuke y Boghok ar Yevropa se cantaban y recitaban «en escenarios, en hogares y en todas partes donde había un puñado de armenios». Algunos incluso lo apodaron «el poeta de todos los armenios», un epíteto que luego se atribuyó de forma más famosa a Hovhannés Tumanián. El poeta ruso Valeri Briúsov también valoraba la poesía de Patkanián, viendo su principal fortaleza en su «intenso patriotismo, inquebrantable dedicación a [su] pueblo nativo, que se expresa no sólo a través de odas, sino también a través de una amarga sátira». En opinión de Bardakjian, «aunque muchos de los poemas [de Patkanián] se leen como discursos rimados, su sincero y emotivo atractivo patriótico resonó con el estado de ánimo predominante».Meri Saghián lo llama «uno de los fundadores de la poesía cívica armenia».